# Dario Di Martino
Dario Di Martino (Napoli, 19 settembre 1995) è un tiratore a segno italiano del Centro Sportivo Carabinieri, vincitore della medaglia di bronzo nel mixed da 10 metri nel tiro a segno con pistola in coppia con Maria Varricchio alle Universiadi 2019.
Cresciuto nella sezione UITS di Tiro a segno di via Campegna a Napoli, vince il primo podio ai Campionati Mondiali del 2013 (terza medaglia italiana ad Osijek), l'argento ai Campionati mondiali di tiro 2014, l'oro ai Campionati italiani di tiro a segno del 2017 (nella categoria seniores), e infine l'oro ai Campionati Mondiali Universitati di Tiro a segno del 2018, battendo nella finale il cinese Guoxuan Sun per 241.7 punti a 240.6.
Per l'atleta campano, è stata la prima gara ufficiale disputata in casa.; Per l'Italia è stata la terza medaglia vinta da un napoletano alle Universiadi, dopo il bronzo di Valerio Cuomo nella spada a squadre, e l'oro di Simone D'Ambrosio nel tiro a volo.